# Indian Summer
Indian Summer es una banda estadounidense de emo, fue una de las primeras e influyentes bandas de emo y screamo nacida en Oakland, California en el año 1993. Esta banda se caracterizaba por la vocalización dinámica de su cantante, que durante cada canción oscilaba entre la voz susurrada y el pito; mientras la banda evolucionaba desde un sonido armónico y melódico a un sonido más caótico.

## Miembros
- Marc Bianchi
- Seth Nanaa
- Adam Nanaa
- Ead
- Dan Bradley

## Discografía
| Lanzamiento | Formato musical | Título                | Sello discográfico   |
| ----------- | --------------- | --------------------- | -------------------- |
| 1993        | Álbum           | Indian Summer         | Repercussion Records |
| 1993        | Split           | Current/Indian Summer | Homemade Records     |
| 1994        | Split           | Embassy/Indian Summer | Slave Cut Records    |
| 1994        | Split           | Speed Kills           | Inchworm Records     |
| 2002        | Álbum           | Science 1994          | Future Recordings    |
| 2006        | Álbum           | Hidden Arithmetic     | Future Recordings    |